# Pholidophorus
Pholidophorus ist eine ausgestorbene Gattung der Knochenfische. Sie lebten von der Obertrias bis zum Jura. Fossilien wurden u. a. in Europa und Nordamerika gefunden. Die Gattung wurde 1832 vom amerikanischen Naturforscher Louis Agassiz für in Seefeld in Tirol gefundene zwei triassische Fischarten aufgestellt (Pholidophorus latiusculus und Pholidophorus pusillus).

## Merkmale
Louis Agassiz gab bei seiner Erstbeschreibung der Gattung nur allgemeine Merkmale an, wie ein heringsartiges Aussehen, einen länglichen oder spindelförmigen Körper, große rhombenförmige Schuppen, eine Schwanzflossen mit zwei fast gleich großen Loben. Die Beschuppung reichte bis auf den oberen Lobus. Die kleine Rückenflosse lag den Bauchflossen gegenüber. Die Afterflosse war sehr klein. Auch spätere Beschreibungen durch Agassiz und andere Wissenschaftler erwähnten nur Merkmale die bei den Neopterygii weit verbreitet sind und in der Regel die diagnostischen Merkmale der Ordnung Pholidophoriformes und der Familie Pholidophoridae wiederholen. Wegen dieser ungenauen Diagnose wurden verschiedene Fischarten von der Obertrias bis zur Kreide aus der ganzen Welt der Gattung zugeordnet. Der schwedische Zoologe Orvar Nybelin beschränkte die Gattung schließlich auf vier Arten die eine Beschuppung nach Art von Lepisosteus hatten. Die Schuppen waren rautenförmig (rhomboidal) und etwas erhöht, sowie höher als lang und hatten einen glatten hinteren Rand sowie feine Linien in der Nähe des hinteren Randes. Die Bauchschuppen waren klein, leicht oval und hatten ein bis drei Vorsprünge am Hinterrand. Die Schwanzflosse war tief gegabelt. Die Augenhöhlen waren relativ groß, die Kiefer schwach bezahnt.
- Flossenformel: Dorsale 11–12, Anale 9–10, Pectorale 18–19, Ventrale 7–8, Caudale 24–26.

Arten mit anderen Schuppen wurden anderen Gattungen zugeordnet, z. B. Ankylophorus, Pholidophoroides und Pholidophoristion für Arten mit Schuppen vom Lepisosteus-Typ aber mit ornamentierter Oberfläche und stark gesägtem Hinterrand, Eurycormus für Arten mit Schuppen vom Amia-Typ und Pholidophoropsis für Arten mit Rundschuppen.

## Arten
Nybelin erkannte in seiner Revision nur noch vier Arten an:
- Pholidophorus bechei
- Pholidophorus caffii
- Pholidophorus latiusculus
- Pholidophorus pusillus

Wegen der wenig genauen Diagnose der Gattung wurden der Gattung allerdings zahlreiche weitere Arten vom Oberen Trias bis zur Kreide zugeordnet.